# Aegidiuskirche (Baltmannsweiler)

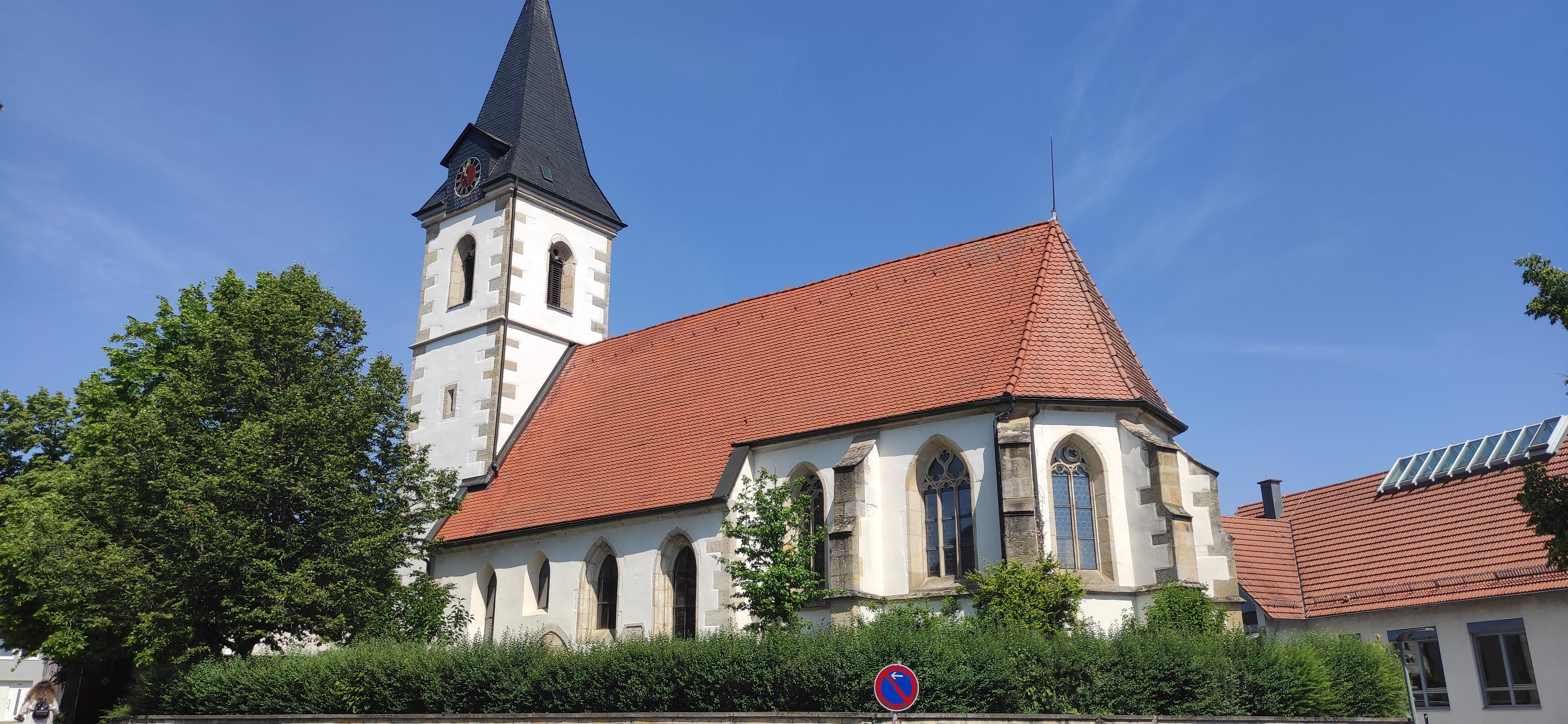
Aegidiuskirche in Baltmannsweiler

Die Aegidiuskirche steht in Baltmannsweiler, einer Gemeinde im Landkreis Esslingen in Baden-Württemberg. Das Bauwerk ist beim Landesamt für Denkmalpflege Baden-Württemberg als Baudenkmal eingetragen. Die Kirchengemeinde hat sich mit der von Hohengehren zu einer Verbundkirchengemeinde zusammengeschlossen, die zum Kirchenbezirk Esslingen der Evangelischen Landeskirche in Württemberg gehört.

## Beschreibung
Die Saalkirche wurde 1486 erbaut. Sie besteht aus einem Langhaus, einem eingezogenen, dreiseitig geschlossenen Chor im Osten, der von Strebepfeilern gestützt wird, und an dessen Nordwand die Sakristei angebaut ist, und einem Kirchturm im Westen, dessen oberstes Geschoss den Glockenstuhl mit drei Kirchenglocken beherbergt. Darauf sitzt ein spitzer, schiefergedeckter Helm, auf dessen Dachgaube das Zifferblatt der Turmuhr untergebracht ist. 
Der Innenraum des Langhauses ist mit einer Flachdecke überspannt, der des Chors mit einem Netzgewölbe.
Die Orgel wurde 1965 von der Orgelbau Friedrich Weigle gebaut.